# Франсуа Катонне
Франсуа́ Катонне́ (фр. François Catonné; 3 вересня ? , Париж, Франція) — французький кінооператор.

## Біографія
Після навчання на факульті наук д'Орсі в Паризькому універстеті (1962—1965), Франсуа Катонне вивчав оперторську майстерність в Державній технічній школі фотографії та кінематографії (зараз Національна вища школа імені Луї Люм'єра) (1965—1967). Після дебютної операторської роботи над фільмом «О, сонце» (1970, реж. Мед Ондо), в наступні дев'ять років Катонне працював асистентом у операторів Етьєна Беккера, Свена Нюквіста, Тоніно Деллі Коллі та Паскуаліно Де Сантіса. З 1978 року працює як самостійний кінооператор, знявши понад 60 художніх та документальних кіно-, телефільмів та телесеріалів.
Франсуа Катонне як оператор співпрацював з такими режисерами, як Патріс Леконт, Ален Корно, Бертран Бліє, Мішель Бужена, Ерік Зонка та іншими.
У 1990 році Катонне був одним із членів-засновників Асоціації французьких кінооператорів (AFC).
У 1993 році Франсуа Катонне за операторську майстерність у роботі над фільмом режисера Режиса Верньє «Індокитай» був удостоєний французької національної кінопремії Сезар.

## Фільмографія
- 1967 : О, сонце / Soleil O
- 1973 : Країна / Lo Païs
- 1974 : Негритоси, ваші сусіди / Les 'bicots-Nègres' vos voisins
- 1979 : Вест-Індія / West Indies
- 1982 : М'яке розслідування насильства / Douce enquête sur la violence
- 1983 : Незаконнонароджений / Le bâtard
- 1983 : Хай живе соціальна допомога! / Vive la sociale!
- 1983 : Від імені усіх рідних / Au nom de tous les miens
- 1984 : Леопард / Le léopard
- 1985 : Діточки / Les nanas
- 1985 : Заварушка / Sac de noeuds
- 1985 : Терористи у відставці / Des terroristes à la retraite
- 1986 : Різдвяний пиріг / La galette du roi
- 1986 : Жінка мого життя / La femme de ma vie
- 1987 : Поле честі / Champ d'honneur
- 1987 : Втомившись від війни / De guerre lasse
- 1989 : Я був хазяїном замку / Je suis le seigneur du château
- 1989 : Французька революція / La révolution française (т/ф)
- 1990 : Том і Лола / Tom et Lola
- 1991 : Рік пробудження / L'année de l'éveil
- 1991 : Усе ще самі / Toujours seuls
- 1992 : Індокитай / Indochine
- 1992 : Обмін / L'échange (к/м)
- 1993 : Поміж двох вогнів / Profil bas
- 1993 : У компанії Антонена Арто / En compagnie d'Antonin Artaud
- 1994 : Правдива історія Арто-Момо / La véritable histoire d'Artaud le momo
- 1994 : Об'єкт підозри / Target of Suspicion (т/ф)
- 1995 : Французька жінка / Une femme française
- 1996 : Брехуни / Les menteurs
- 1997 : Панове немовлята / Messieurs les enfants
- 1998 : Шлях вільний / La voie est libre
- 2000 : Пікнік Лулу Кретц / Le pique-nique de Lulu Kreutz
- 2000 : Актори / Les acteurs
- 2001 : Розпусниці / Absolument fabuleux
- 2002 : Власники / Mille millièmes
- 2003 : Відбивні / Les côtelettes
- 2005 : Скільки ти коштуєш? / Combien tu m'aimes?
- 2006 : Обложена фортеця / La forteresse assiégée (т/ф)
- 2007 : Коробки / Boxes
- 2007- : Відбитки / Empreintes т/с
- 2007 : Хижаки / Les prédateurs т/с
- 2010 : Шурхіт кубиків льоду / Le bruit des glaçons
- 2010 : Живі і мертві / Les vivants et les morts т/с
- 2013 : Велике повернення / Le grand retournement
- 2014 : Видалення / Ablations
- 2014 : Божевільна нерухомість / Le domaine des étriqués (к/м)
- 2015 : Ніч у Гревені / Une nuit au Grévin (т/ф)

## Визнання
| Рік            | Категорія                    | Номінант  | Результат |
| -------------- | ---------------------------- | --------- | --------- |
| Премія «Сезар» |                              |           |           |
| 1993           | Найкраща операторська робота | Індокитай | Перемога  |